# Emelie Norenberg
Emelie Catharina Leontine Törling, född Norenberg 21 februari 1985 i Täby, är en svensk sångerska och designer. Hon var medlem i popgruppen Play under 2011.